# Juan Morosini
El beato Juan Morosini, OSB, (fallecido en 1012) fue un abad veneciano, que fundó el famoso Monasterio de San Giorgio en esa ciudad. También una figura política importante en la Venecia del siglo X.
Es uno de los primeros exponentes conocidos de la familia Morosini. Estrecho colaborador del dux Pietro I Orseolo (de quien era yerno), mantuvo relaciones también con Romualdo de Rávena y con el abad Guarino de San Michele di Cuxà, el primero exponente del anacoretismo tradicional, el segundo partidario de las nuevas tendencias clunienses.

## Biografía
Morosoni nació en Venecia y fue miembro de la ilustre familia Morosini, que desempeñó un papel importante en la historia de la ciudad. Al menos un Morosini fue elegido dux de Venecia. 
Se sabe poco más de su vida personal, salvo que se convirtió en monje benedictino en el famoso Monasterio de Saint-Michel-de-Cuxa, en los Pirineos orientales del sur de Francia. Fue un importante centro de reforma monástica durante el siglo X.
El 3 de septiembre de 978 unió fuerzas con su suegro, su sobrino Giovanni Gradenigo, Romualdo y el eremita Marino y abandonó Venecia siguiendo a Guarino. Esta "fuga" no estaba dictada sólo por necesidades espirituales, sino también por la difícil situación política: en aquellos años los Coloprini, familia ligada a Otón II y emparentada con los Candiano, luchaban con los Morosini, cercanos a los Orseolo y probizantinos. 
Tras el trágico final de Pietro IV Candiano (976), la alianza del Ducado con el Imperio se interrumpió, pero la salida del dux Orseolo permitió restablecer las relaciones con el Regnum gracias a la elección de otro Candiano, Vitale.
Después de una parada en la Abadía de Sant'Ilario, cruzaron los Alpes y llegaron a San Michele di Cuxà. Los cinco no se adhirieron a los nuevos ideales cluniacenses que Guarino había difundido en el monasterio, sino que prefirieron la ermita. Morosini, por su parte, pasó aproximadamente un año en la ermita de Longadera y luego vivió en una comunidad en Cuxà.
Tras la abdicación de Vitale Candiano las facciones lograron llegar a un acuerdo y eligieron al Tribuno Memmo como dux. El nuevo clima de distensión permitió a Morosini regresar a su patria en 982. En pocos meses obtuvo de la misma familia Memmo la isla de San Giorgio Maggiore para fundar un monasterio benedictino cerca de la iglesia ya existente allí. Los historiadores ven en este acto un intento de reconciliar las diversas facciones aristocráticas con el consentimiento del patriarca de Grado Vitale Candiano. 
El 20 de diciembre de 982 , en el Palacio Ducal, tres obispos y casi sesenta testigos procedentes de las más importantes familias venecianas firmaron el acta fundacional del cenáculo, nombrando a Morosini como abad. Sin embargo, hay muy poca información sobre su actividad en San Giorgio.
La fundación del monasterio, sin embargo, no condujo a la reconciliación: como refiere Giovanni Diacono, el asesinato de Domenico Morosini a manos de los Coloprini provocó la intervención de Otón II en favor de estos últimos, llegando hasta el punto de sitiar Venecia e imponer un bloqueo naval y comercial. Sólo después de la muerte del emperador se consiguió una nueva paz, pero los Morosini se vengarían a la primera oportunidad.
En el año 982 d. C., Morosoni regresó a su ciudad natal y solicitó al entonces dux, Tribuno Memmo, la concesión de la isla de San Giorgio Maggiore para establecer allí un monasterio. Memmo accedió a su petición y rellenó la isla con más terreno para sentar las bases del complejo monástico.
Murió en 1012. Su culto nunca fue aprobado formalmente, pero durante siglos se le ha llamado tradicionalmente "Beato" dentro de la Orden Benedictina. Su festividad se celebra el 5 de febrero.